# Man With a Mission (musikalbum av Golden Resurrection)
Man With a Mission är det svenska neoklassiska power metal-bandet Golden Resurrections andra studioalbum. Det släpptes i oktober 2011 på Liljegren Records i Europa och Seven Seas i Japan.
Skivan producerades av bandets gitarrist Tommy Johansson som också bidrog med mer sång än på debuten. Ny i bandet var keyboardisten Kenneth Lillqvist som ersatte Olov Andersson. Utöver coverversioner av Kansas- och Gary Moore-låtar innehåller den japanska utgåvan även "Pray for Japan", inspelad till förmån för offren för jordbävningen vid Tōhoku 2011. Den hade släppts som singel tidigare samma år.
Musikvideor spelades in till "Man With a Mission", och "Identity in Christ".

## Låtlista
1. "The Light Overture" (instrumental) – 1:21
2. "Man With a Mission" – 4:59
3. "Identity in Christ" – 4:47
4. "Golden Times" – 4:37
5. "Finally Free" – 4:19
6. "Generation of the Brave" – 4:48
7. "Standing on the Rock" – 4:46
8. "Metal Opus 1 in C# Minor" (instrumental) – 4:21
9. "Are You Ready for the Power" – 4:13
10. "Flaming Youth" – 4:24

Bonusspår på japanska utgåvan
1. "Point of Know Return" (Kansas-cover) – 2:54
2. "End of the World" (Gary Moore-cover) – 6:49
3. "Pray for Japan" – 4:28

## Medverkande
Musiker
- Christian Liljegren – sång, bakgrundssång
- Tommy Johansson – gitarr, keyboard, sång, orkestrering
- Stefan Käck – basgitarr, bakgrundssång
- Kenneth Lillqvist – keyboard, bakgrundssång
- Rickard Gustafsson – trummor

Produktion
- Tommy Johansson – producent, studiotekniker, mixning
- Micke Lind – mastering
- Markus Sigfridsson – omslagskonst
- André Karjel – foto